# Say It (canción de Flume)
«Say It» es una canción del músico australiano Flume, que cuenta con las voces de la cantante y compositora sueca Tove Lo. El tema se publicó como tercer sencillo de su segundo álbum de estudio, Skin. Fue estrenada en el programa de Annie Mac en BBC Radio 1 el 20 de abril de 2016 y lanzada el 22 de abril de 2016, por el sello australiano Future Classic. La canción funcionó con éxito en Oceanía, alcanzando el número cinco en la ARIA Singles Chart y el número cuatro en la RMNZ Singles Chart.

## Antecedentes
En una entrevista, Flume dijo a Annie Mac que se inspiró para trabajar con Lo después de escuchar su canción Habits (Stay High) en un bar de Los Ángeles tras un espectáculo de Kanye West. Se puso en contacto con ella al día siguiente y ambos escribieron la canción en dos días.
Tove Lo añadió: «Estaba en Los Ángeles unos días entre gira y gira cuando Harley [Flume] se puso en contacto conmigo para escribir juntos. Soy fan suya desde hace mucho tiempo, así que me fui corriendo a su estudio. Me tocó algunas ideas, una de las cuales era la pista de Say It, y yo empecé a vibrar con melodías y creamos algo que nos encantó. Fue muy relajado y divertido, una nueva forma de componer. Estoy deseando que la gente la escuche». La canción está escrita en la tonalidad de Mi menor (grabada en Re# menor) y tiene un tempo moderadamente rápido de 150 BPM.

## Recepción de la crítica
Billboard dijo: «Say It es una canción más lenta que abraza un lado muy sexual del dúo, mientras Tove Lo canta sobre el desamor y las emociones que son dominadas por las crecientes tentaciones carnales - 'rompe mi cama para hacerme querer quedarme'. Es una historia de ruptura de una relación dolorosa que se repite, complementada con un estribillo melódico y ritmos suaves».

## Posición en listas
| Listas (2016-2017)                 | Posición más alta |
| ---------------------------------- | ----------------- |
| Australia (ARIA)                   | 5                 |
| Australia (ARIA-Dance)             | 1                 |
| Bélgica (Ultratop - Flandes)       | 36                |
| Bélgica (Ultratip - Valonia)       | 8                 |
| Canadá (Canadian Hot 100)          | 61                |
| Escocia (Official Charts)          | 27                |
| Eslovaquia (IFPI)                  | 55                |
| Estados Unidos (Billboard Hot 100) | 60                |
| Estados Unidos (Mainstream Top 40) | 27                |
| Francia (SNEP)                     | 154               |
| Irlanda (Irish Singles Chart)      | 77                |
| Nueva Zelanda (Recorded Music NZ)  | 4                 |
| Reino Unido (UK Dance Chart)       | 23                |
| Reino Unido (UK Singles Chart)     | 69                |
| República Checa (IFPI)             | 52                |
| Suecia (Sverigetopplistan)         | 6                 |